# Metrostation Kaesŏn
Die Metrostation Kaesŏn (개선/凱旋 = Triumphale Wiederkunft) ist eine U-Bahn-Station auf der Chŏllima-Linie der Metro Pjöngjang, der Hauptstadt Nordkoreas. Die Station befindet sich im Stadtbezirk Moranbong-guyŏk am Moranbong Park. In unmittelbarer Nähe befinden sich das Kim-Il-sung-Stadion und der Pjöngjanger Triumphbogen.
In der Station befindet sich das Mosaik-Wandbild „Das Volk erhebt sich beim Aufbau eines neuen Landes“ mit den Maßen von 30 × 3,5 m.
Zwischen November 2018 und April 2019 wurde die Station in zwei Schritten modernisiert.